# Only Yesterday (песня)
«Only Yesterday» — песня американской кантри группы The Carpenters, вышедшая в 1975 году в качестве сингла с шестого студийного альбома Horizon (1975).
Сингл достиг второго места в Канаде, четвёртого в американском хит-параде Billboard Hot 100 (и это последний их хит, попавший в лучшую десятку Hot 100) и первого места в чарте лёгкой музыки Easy Listening, став для дуэта их одиннадцатым чарттоппером в этом рейтинге.

## Список композиций
| №  | Название         | Автор(ы)                      | Длительность |
| -- | ---------------- | ----------------------------- | ------------ |
| 1. | «Only Yesterday» | Ричард Карпентер, Джон Беттис | 3:45         |

| №  | Название | Автор(ы)                              | Длительность |
| -- | -------- | ------------------------------------- | ------------ |
| 1. | «Happy»  | Тони Пелузо, Дайан Рубин, Джон Беттис | 3:50         |

## Участники записи
The Carpenters:
- Карен Карпентер — ведущий вокал, бэк-вокал
- Ричард Карпентер — бэк-вокал, фортепиано, электронное пианино Wurlitzer[англ.], родес-пиано, оркестровка

Приглашённые музыканты:
- Джо Осборн[англ.] — бас-гитара
- Тони Пелузо[англ.] — гитара
- Джим Гордон — ударные
- Боб Мессенджер — тенор-саксофон
- Эрл Дамлер — гобой, английский рожок
- неуказанные музыканты — перкуссия

## Позиции в хит-парадах
| Хит-парад (1975)                   | Высшая позиция |
| ---------------------------------- | -------------- |
| Австралия (Kent Music Report)      | 16             |
| Великобритания (UK Singles Chart)  | 7              |
| Канада (RPM Adult Contemporary)    | 2              |
| Канада (RPM Top Singles)           | 2              |
| Ирландия (IRMA)                    | 5              |
| Новая Зеландия (Recorded Music NZ) | 10             |
| США (Billboard Easy Listening)     | 1              |
| США (Billboard Hot 100)            | 4              |
| Япония (Oricon Singles)            | 1              |

| Хит-парад (1975)                             | Позиция |
| -------------------------------------------- | ------- |
| Канада (RPM Year-End)                        | 59      |
| Канада (RPM Adult Contemporary)              | 15      |
| Новая Зеландия (Top Selling Singles of 1975) | 33      |
| США (Billboard Top Popular Singles)          | 94      |